# 新里紹也
新里 紹也（しんざと しょうや、1972年8月6日 - ）は、沖縄県出身の元プロ野球選手（内野手）。現在は野球塾「89塾」の代表を務める。

## 来歴・人物
沖縄水産高校時代に第72回全国高等学校野球選手権大会に出場し準優勝。卒業後は軟式から硬式野球部に移行する沖縄電力へ入社。入団テストを経て1997年にダイエーに入団。入団テストは本人によれば腕試しのつもりで受けたという。ドラフト指名されても会社に残るつもりであったが、周りの後押しを受けて入団の運びとなった。沖縄の社会人チーム出身者としては安仁屋宗八以来のプロ入りであった。
2年目の1998年、小久保裕紀の故障などにより一軍初出場。主に内野の守備固めとして68試合に出場、5盗塁を記録した。しかし、それ以降は打撃の弱さから一軍に呼ばれることも少なくなり、翌1999年はわずか7試合出場に終わる。2000年には一軍出場がなく、二軍でも打率1割台と低迷し戦力外通告を受けた。
テストを受け2001年に近鉄に移籍し、前田忠節、阿部真宏らとショートのポジションを争うが、ショーン・ギルバートの加入もあり、23試合出場に終わり同年限りで戦力外となった。現役晩年は痛み止めの薬が原因で肝臓を痛めてしまった。
その後は沖縄のクラブチーム、儀間組でプレーした後、野球教室「89塾」を主宰。2019年からは指導者育成にも携わっている。
また、2015年には学生野球資格を回復しており、同年末頃から息子が在籍する沖縄県立普天間高等学校で外部コーチを野球教室の傍らで務めた。2016年4月からは同高校の前監督の体調不良により、期限付きで監督にも就いていた。

## 詳細情報

### 年度別打撃成績
| 年 度     | 球 団     | 試 合 | 打 席 | 打 数 | 得 点 | 安 打 | 二 塁 打 | 三 塁 打 | 本 塁 打 | 塁 打 | 打 点 | 盗 塁 | 盗 塁 死 | 犠 打 | 犠 飛 | 四 球 | 敬 遠 | 死 球 | 三 振 | 併 殺 打 | 打 率 | 出 塁 率 | 長 打 率 | O P S |
| --------- | --------- | ----- | ----- | ----- | ----- | ----- | -------- | -------- | -------- | ----- | ----- | ----- | -------- | ----- | ----- | ----- | ----- | ----- | ----- | -------- | ----- | -------- | -------- | ----- |
| 1998      | ダイエー  | 68    | 102   | 82    | 12    | 18    | 2        | 1        | 0        | 22    | 6     | 5     | 0        | 8     | 1     | 9     | 0     | 2     | 23    | 2        | .220  | .309     | .268     | .577  |
| 1999      | ダイエー  | 7     | 1     | 1     | 0     | 0     | 0        | 0        | 0        | 0     | 0     | 0     | 0        | 0     | 0     | 0     | 0     | 0     | 0     | 0        | .000  | .000     | .000     | .000  |
| 2001      | 近鉄      | 23    | 44    | 39    | 10    | 9     | 3        | 0        | 0        | 12    | 3     | 0     | 0        | 1     | 0     | 4     | 0     | 0     | 10    | 0        | .231  | .302     | .308     | .610  |
| 通算：3年 | 通算：3年 | 98    | 147   | 122   | 22    | 27    | 5        | 1        | 0        | 34    | 9     | 5     | 0        | 9     | 1     | 13    | 0     | 2     | 33    | 2        | .221  | .304     | .279     | .583  |

### 記録
- 初出場：1998年4月28日、対日本ハムファイターズ3回戦（東京ドーム）、8回裏に浜名千広に代わり二塁手として出場
- 初盗塁：1998年5月12日、対日本ハムファイターズ6回戦（福岡ドーム）、7回裏に二盗（投手：芝草宇宙、捕手：小笠原道大）
- 初安打：同上、8回裏に今関勝から三塁内野安打
- 初打点：1998年7月19日、対オリックス・ブルーウェーブ17回戦（福岡ドーム）、8回裏に丸尾英司から左前2点適時打
- 初先発出場：1998年7月20日、対オリックス・ブルーウェーブ18回戦（福岡ドーム）、2番・三塁手として先発出場

### 背番号
- 65 （1997年 - 2000年）
- 62 （2001年）